# Prazský krysarík
Prazský krysarík, även känd som Prague Ratter, är en av världens minsta hundraser. Dess idealvikt ligger på 2,6 kilogram. Idealhöjden är mellan 20 och 23 centimeter.

## Historia
Under medeltiden skall liknande hundar ha förekommit vid det böhmiska hovet. I slottet Karlstein sydväst om Prag finns en madonnamålning av Tommaso da Modena (ca 1325-1379) där Jesusbarnet håller en dvärgpinscherliknande hund som tolkats som en prazský krysarík. Rasen bekrevs i en tjeckisk hundtidning 1934, viss organiserad avel påbörjades före andra världskriget. Den nutida stammen har byggts upp med början 1980, stamboken var öppen för rastypiska exemplar till 2008.
Pražský krysařík blev godkänd i SKK:s annexregister 2007 och har fått delta på officiella utställningar i Sverige sedan 2008. En rasklubb i Sverige finns under namnet Svenska prazsky krysarik-klubben (SPKK). Några svenska kennlar finns registrerade hos SKK. Ett antal utställningschampionat har tagits av rasen i Sverige idag, 2010 fick rasen sin första svenskfödda champion.

## Egenskaper
Namnet betyder råttjägare från Prag och råttjakt har varit ett av dess traditionella användningsområden. Numera används den mestadels som sällskapshund. Dess jaktinstinkt och luktsinne finns emellertid kvar. Hunden är mycket lämpad för till exempel agility på grund av dess smidighet och snabbhet. Det är en aktiv ras som bör tränas inom någon typ av hundsport.

## Utseende
Rasen är godkänd i många olika färgvarianter idag men den vanligaste färgen är black and tan.